# دینا خطابی
دینا قطابی (انگلیسی: Dina Katabi؛ زادهٔ ۱۹۷۱ (۵۳–۵۴ سال)) استاد مهندسی برق و علوم رایانه و مدیر مرکز بی‌سیم در مؤسسه فناوری ماساچوست اهل ایالات متحده آمریکا است. وی برندهٔ جوایزی همچون جایزه گریس موری هاپر شده‌است.